# Tomaso Cecchini
Tomaso Cecchini (Cecchino) (Soave, 1580. – Hvar, 31. kolovoza 1644.), talijansko-hrvatski barokni glazbenik iz Verone. Bio je orguljaš i skladatelj i učitelj pjevanja. Sav je svoj radni vijek proveo u Hrvatskoj. Najznatniji predstavnik ranoga glazbenog baroka u Dalmaciji.

## Životopis
Rodio se je 1580. godine. Školovao se je u Veroni ili Mletcima.
S Apeninskog poluotoka došao u Hrvatsku. Bio je djelovao u Splitu. Potom je otišao u Hvar gdje je bio kapelnik i orguljaš. Hvar je tad bio jedan od navitalnijih kulturnih središta u Dalmaciji i prema današnjim kulturnim shvaćanjima bio je istinski “europski grad”. Malo prije nego što je doselio u Hvar, u Hvaru je bilo podignuto kazalište, danas najstarije komunalno kazalište u Europi. Većinu svojih djela skladao je u Hvaru. Poznato je djelo Madrigali et canzonette a tre voci.
Od 1603. do 1614., uz prijekide, kapelnik splitske stolnice i zatim hvarske stolnice. Od 1634. je bio i orguljaš i učitelj pjevanja u Hvaru.
Skladao uglavnom vokalnu glazbu: madrigale, canzonette, arije, mise, moteti, psalme, lamentacije, a od instrumentalne sonate. Skladao je ukupno 27 opusa i više skladbi objavljenih u antologijama, a sačuvano je 17, neka samo djelimice.
Objavljivao kod uglednih nakladnika u Mletcima  i stekao europsku reputaciju.Cecchinijeva zbirka madrigala Armonici concetti, libro primo (1612.) najranija je barokna zbirka napisana za hrvatsku sredinu, a u knjigama misa (1617., 1623., 1627., 1628.) ostvario je osobitu sintezu modernoga izričaja seconda prattica i ponešto skromnijih izvođačkih zahtjeva. 
Godine 2018. album s Cecchinijevim madrigalom bio je kandidiran za hrvatsku diskografsku nagradu Porina u kategoriji "Najbolja snimka albuma klasične glazbe".